# Деліктологія
Деліктологія — наука про правопорушення (делікт). Складова частина загальної теорії права. На відміну від наук цивільного, трудового, адміністративного і кримінального права, які досліджують, відповідно, цивільні, дисциплінарні, адміністративні та кримінальні правопорушення під власним кутом зору, деліктологія вивчає ці правопорушення в цілому. Дослідження правопорушення як соціально-правового явища та пов'язаних із ним правовідносин і є предметом деліктології. Складовою частиною деліктології є кримінологія. Деліктологія і кримінологія складові соціології (науки яка досліджує соціальні явища).